# Хюттер, Пауль
Пауль Хюттер (нем. Paul Hütter, венг. Hütter Pál; 1909, Сегед — 1944) — венгерский виолончелист еврейского происхождения.
Вундеркинд, выступал с 1915 года, и уже тогда пресса сообщала о том, что в репертуаре юного музыканта 115 пьес. В 1924 году гастролировал в Италии, в 1927—1928 гг. выступал в Швейцарии.
С 1934 года преподавал в музыкальной школе Эрнё Фодора, давал также частные уроки (у него, в частности, учился Эде Банда). С 1936 года солист оркестра Венгерского оперного театра; в том же году внимание прессы привлекло его участие в исполнении «Страстей по Иоанну» Иоганна Себастьяна Баха, в ходе которого он аккомпанировал Марии Базилидес на виоле да гамба. Играл также в струнном квартете Белы Меллеша.
В 1939 году музыкальный критик Аладар Тот назвал Пала Хюттера «одним из самых блестящих скрипачей молодого поколения» в музыкальной статье, опубликованной в газете Pesti Napló.
С 1939 года, в соответствии с принятым в Венгрии антисемитским законодательством, выступал преимущественно в концертах Национальной венгерской еврейской культурной ассоциации, с 1943 года преподавал в музыкальной школе имени Карла Гольдмарка при Пештской еврейской общине.
Автор каденций к виолончельным концертам Луиджи Боккерини.
В марте 1944 года был интернирован в лагерь для депортаций и погиб.